# Nigel Cockburn
Nigel Cockburn, mort le 8 mars 1957, est un joueur de tennis sud-africain et britannique. 

## Biographie
Huitième de finale à tournoi de Wimbledon en 1949, perdu contre Jaroslav Drobny. Il meurt le 8 mars 1957 à l'âge de 34 ans d'une maladie.

## Palmarès
- 1948 : Natal Championships
- 1949 : Irish Championships
- 1949 : Scottish Championships
- 1950 : Western Province[3]
- 1952 : Nottinghamshire Championships